# Lijst van Amsterdams-Joodse schrijvers voor 1941
Dit is een lijst van Amsterdams-Joodse schrijvers van voor 1941.
Indien bekend, staat een gepubliceerde titel achter de naam.
- Heiman Abram – Nederlands Hebreeuws woordenboek
- Pelouni Almouni - Een spookgeschiedenis in het Amsterdamsche ghetto
- Arnold Aletrino – romans, publicaties over homoseksualiteit en boeken over medische onderwerpen
- Clara Asscher-Pinkhof – diverse publicaties
- Emilie Belinfante – kinderboeken
- Julius van Bergen - Amsterdam bij dag en nacht
- Herman van den Bergh – diverse publicaties
- Salomon Biegel – Handboekje der gezondheidsleer
- David Blanes – diverse publicaties
- Emanuel Boekman – diverse publicaties
- S. Bonn - Ghettozangen
- Alex Booleman – diverse publicaties
- Salomon Adriaan Maria Bottenheim – diverse publicaties
- Sani van Bussum - De posek
- M.H. van Campen - Zoon van het oude volk
- Bernard Canter - Het nieuwe geloof
- Elsie Cohen – schrijfster
- Mozes Cohen Pareira – diverse publicaties
- A. van Collem - Van Joden
- Mary Dorna – Prozaschetsen
- Maurits Dekker – diverse publicaties w.o. Brood
- H. van Dordt - En het geschiedde….
- Ella Edersheim-Levenbach – Publiceerde over Herzl
- S. van den Eewal - Joodjes-leven
- Henri Eitje – brochure
- Eduard Elias - diverse publicaties
- Philip Elte – Hoofdredacteur Nieuw Israëlietisch Weekblad
- Abraham Frank – Medeauteur Geschiedenis der Joden in Nederland
- Joseph Gompers – Afschorremen
- Sam Goudsmit - Kinderen
- Jacob Israël de Haan - Een Joodsche Tentoonstelling
- Bob Hanf – diverse publicaties
- Isidore Hen – Lewaje
- Abel Herzberg - diverse publicaties
- Herman Heijermans – Ghetto
- H. Heymans - Een Chanoeko-avondje
- Meyer de Hond – Sneeuw en De negotieman
- Hyman Kesnig – Journalist en romanschrijver
- Max Kijzer – Dichter
- Leo Klatser – Dichter
- G.G. Kleerkoper – Schreef Hebreeuwse leermiddelen

- Joseph Koster – diverse publicaties
- Manuel van Loggem – diverse publicaties
- Jos Loopuit – Jeugd
- A. Manheim - Een Goeie Sjiddis
- Philip Mechanicus – Van sikkel tot hamer
- Joseph Melkman – diverse publicaties
- Maurits Benjamin Mendes da Costa – diverse publicaties
- Maurits Mok - diverse publicaties
- Elias d’Oliviera – diverse publicaties
- Ro van Oven – diverse publicaties
- Hijman Overst – Tintelingen
- Herman Oversteeg - Markt-menschen
- François Pauwels – diverse publicaties
- Elsa Pereira-d’Oliveira – diverse publicaties
- Marianne Philips – diverse romans
- David Polak – school- en kinderboeken
- Henri Polak – diverse publicaties
- Jacques Presser – diverse publicaties
- Emanuel Querido – Het geslacht der Santeljanos
- Israël Querido - Levensgang
- A.M. Reens - Het atelier van de gebroeders Loterijman en De arrestatie van Salomon Hangjas
- Andries de Rosa – vertaler, schreef Sarah Cremieux
- Louis Saalborn – acteur en literator
- Herman Salomonson (Melis Stoke)
- Louis Schaap – diverse publicaties
- Jeanne van Schaik-Willing – diverse publicaties
- Jacob Samuel da Silva Rosa – diverse publicaties
- David Mozes Sluys – diverse publicaties
- Meyer Sluyser – diverse publicaties
- J.E. van Someren Brand - De zondagsmarkt
- Ralph Springer – Publicist
- Alexander Sternheim – diverse publicaties
- Benno Stokvis - diverse publicaties
- A.M. Vaz Dias - Amsterdam van toen en nu (ca. 1937)
- Truus Verdoner-Salomons – Schrijfster van o.a. kinderboeken
- Jules de Vries - De verjaardag van Levi Nopel
- Maarten de Vries - Rebbe Tate
- Jules de Vries – Sara
- Karel de Wind – schreef een boek over Israël Querido
- Alice Sara Wolff-Gerzon - Publiciste
- Philip van der Woude – Bezoek en Bruiloft